# Copa Benedikt Fontana 2015
La Copa Benedikt Fontana fue un torneo amistoso de fútbol en que se disputó en partido único el 6 de septiembre de 2015 entre las selecciones de Recia y Franconia. El campeón del torneo calificó automáticamente a la Copa Mundial de Fútbol de ConIFA de 2016.

## Sistema de disputa
La Copa Benedikt Fontana fue planeada como un torneo de dos partidos que se realizaría en dos días en junio de 2015 entre Recia y las Islas Chagos, el ganador clasificaría a la Copa mundial ConIFA de 2016. La competición fue planeada originalmente como un triangular entre Recia, Panjab y Alta Hungría. Panjab fue forzado a renunciar en 2015, y fue sustituido por las Islas Chagos. Posteriormente, Alta Hungría también desistió. En junio de 2015, priorizando el evento, la competición fue aplazada por la Federación de Recia, con eso las Islas Chagos acabó por desistir, el torneo fue remarcado para agosto de 2015. La Federación de Recia anunció que el torneo se disputaría en un único partido contra Franconia el 6 de septiembre.

## Partido
| 6 de septiembre de 2015 | Recia | 6-0 | Franconia | Fussballplätze Ringstrasse, Coira, Suiza |  |
| 13:00                   |       |     |           |                                          |  |